# Bare (Prijepolje)
Bare (Servisch cyrillisch: Баре) is een plaats in de Servische gemeente Prijepolje. De plaats telt 56 inwoners (2002).